# Barger-Erfscheidenveen
Barger-Erfscheidenveen is een buurtschap in de Nederlandse provincie Drenthe, gemeente Emmen, dat valt onder Nieuw-Amsterdam. Op 1 januari 2019 had het 114 inwoners. De provinciale weg 853 loopt langs deze buurtschap.
Drenthe: Steden en dorpen      Nederland: Provincies · Gemeenten